# Stephen Buckley
Stephen Buckley, né le 5 avril 1944 à Leicester, est un peintre et graveur britannique.

## Biographie
Stephen Buckley naît le 5 avril 1944 à Leicester,.
Il étudie au département des beaux-arts de l'université de Newcastle de 1962 à 1967 et à l'université de Reading de 1967 à 1969,. Il reçoit un prix à Manchester en 1968. Il enseigne au Canterbury College of Art en 1969, au Chelsea College of Art en 1970 et au Leeds College of Art en 1970-1971,. En 1972-1973, il est artiste en résidence au King's College de Cambridge,.

## Expositions
- 1966, Durham University[1].
- 1975, Jacomo-Santiver, Paris[1].